# Guy Lapointe
Pour les articles homonymes, voir Lapointe.
Temple de la renommée : 1993
Guy Gérard Lapointe (né le 18 mars 1948 à Montréal au Québec, Canada) est un défenseur canadien professionnel de hockey sur glace ayant joué pour les Canadiens de Montréal, les Blues de Saint-Louis et les Bruins de Boston dans la Ligue nationale de hockey (LNH).

## Biographie

### Ses débuts
Guy Lapointe naît le 18 mars 1948 à Montréal, la métropole du Québec. Il grandit en étant un fan de Jean Béliveau et commence le hockey sur glace à l'âge de douze ans à l'école St-François Xavier. En 1965-1966, il joue avec les Maple Leafs junior de Verdun puis joue une saison, en 1967-1968, avec le Canadien junior de Montréal dans l'Association de hockey de l'Ontario. En cinquante et un matchs, il est le meneur sur les buts (11) et les points (38) pour un défenseur et les minutes de pénalité (147). Il est l'un des quatre joueurs avec cent minutes de pénalité ou plus comptant notamment Pierre Bouchard et Réjean Houle, deux futurs coéquipiers de Lapointe avec les Canadiens de Montréal,.
Après sa saison avec le Canadien junior, il reçoit une invitation au camp d'entraînement des Canadiens de Montréal de la Ligue nationale de hockey. Il avait l'intention de devenir policier comme ses frères André et Pierre et ne rêvait pas à la LNH et encore moins de jouer avec le Canadien.

« Je n'ai aucun intérêt de rejoindre le camp d'entraînement des Canadiens de Montréal. À ce moment, ils ont invité plus d'une centaine d'enfants juste pour un essai. Mon père m'a dit « Il faut y aller. Tu peux être policier et tu peux toujours y revenir, mais tu n'auras jamais une autre chance de rejoindre le camp d'entraînement des Canadiens. ». Après la discussion, je pensais que mes chances de faire l'équipe étaient nulles. Pour une fois, j'ai écouté mon père et je suis venu au camp. »

— Guy Lapointe
Il signe finalement un contrat avec le Tricolore et part jouer avec les Apollos de Houston, franchise associée au Canadien dans la Ligue centrale de hockey. C'est la première fois qu'il part loin de chez lui et il ne parlait pas un mot d'anglais. Il joua soixante-cinq parties avec Houston avant de jouer un match avec le Canadien en cette saison 1968-1969, saison où ils remportent la Coupe Stanley.

### Les Canadiens de Montréal (1969-1982)

#### Les premières années (1969-1975)
En 1969-1970, il joue avec les Voyageurs de Montréal dans la Ligue américaine de hockey. Au cours de la cinquantaine de parties qu'il joue avec les Voyageurs, il inscrit huit buts pour trente-huit points. Il jouera cinq matchs avec les Canadiens alors que ces derniers remportent une nouvelle fois la Coupe Stanley.
La saison suivante, Lapointe devient membre régulier du Canadien en jouant tous les matchs de l'équipe, soit soixante-dix-huit.
En 1972-1973, l'équipe termine à la première place de la LNH en comptant cent vingt points, treize de plus que la deuxième équipe de la ligue, les Bruins de Boston ; avec cent quatre-vingt-quatre buts encaissés, l'équipe des Canadiens est la seule franchise à concéder moins de deux cents buts. Les Canadiens jouent les séries éliminatoires et se qualifient pour la finale en éliminant les Sabres de Buffalo en six rencontres puis les Flyers de Philadelphie en cinq rencontres. Les Canadiens jouent la finale de la Coupe Stanley contre les Black Hawks de Chicago ; Lapointe remporte le deuxième trophée de sa carrière en deux saisons alors que les Canadiens l'emportent 4-2 et leur dix-huitième Coupe Stanley. D'un point de vue personnel, il inscrit six buts et réalise sept passes décisives en dix-sept matchs.
La saison suivante, les Canadiens finissent à la deuxième place de la division Est derrière les Bruins de Boston alors que dans l'autre division, les Flyers de Philadelphie et les Black Hawks de Chicago terminent également avec un meilleur bilan que Montréal. Le champion en titre tombe dès le premier tour contre les Rangers de New York en six matchs. Lapointe joue soixante et onze matchs de la saison comptant cinquante-quatre points ainsi que les six rencontres des séries pour deux points.
En 1974-1975, la LNH accueille deux nouvelles équipes dans ses rangs, les Scouts de Kansas City et les Capitals de Washington ; les deux divisions traditionnelles sont alors remplacées par deux associations composées chacune de deux divisions. Les Canadiens finissent en tête de leur nouvelle division, la division Norris, ainsi qu'à la première place de l'association Prince de Galles. Le trio formé par Lapointe, Savard et Robinson porte le surnom du Big Three et permet aux Canadiens d'être une des quatre équipes qui concède le moins de buts,. Lapointe réalise soixante quinze points pour marquer vingt huit buts, réalisant le record du plus grand nombre de buts par un défenseur des Canadiens sur une saison. En tant que premiers de la division, les joueurs de Montréal sont directement qualifiés pour les quarts de finale contre les Canucks de Vancouver, premiers de la division Smythe. Montréal s'impose en cinq rencontres, la dernière se décidant après dix-sept minutes de prolongation et un but de Guy Lafleur. Lors des demi-finales de la Coupe Stanley, les Canadiens perdent les deux premières rencontres contre les Sabres de Buffalo avant de remporter les deux suivantes 7-0 et 8-2. Finalement, ce sont les Sabres qui se qualifient pour la finale en gagnant les deux dernières rencontres à chaque fois avec seulement un seul but d'écart. La saison est la dernière à laquelle participe le capitaine de l'équipe, Henri Richard.

#### La dynastie des Canadiens (1975-1979)

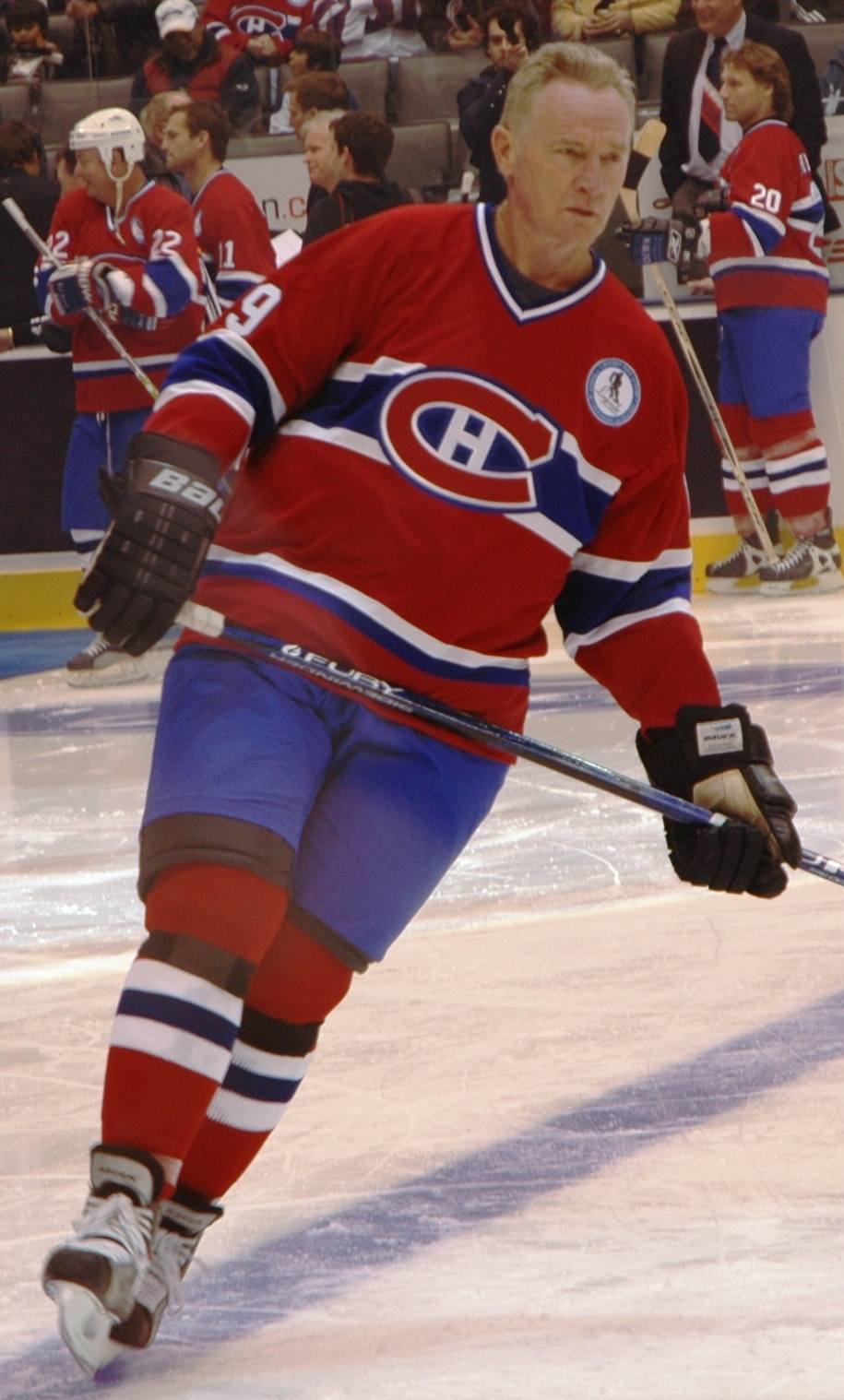
Larry Robinson (ici en 2008) joue aux côtés de Lapointe entre 1972 et 1982.

Yvan Cournoyer est le nouveau capitaine des Canadiens pour la saison 1975-1976 alors que l'équipe termine à la toute première place du classement à l'issue de la saison régulière. Au cours des quatre-vingts matchs de la saison, l'équipe n'encaisse que cent soixante-quatorze buts grâce aux performances de la défense et de son gardien de but, Ken Dryden, qui termine avec une moyenne de 2,03 buts accordés par match et huit blanchissages en soixante-deux rencontres disputées. En attaque, l'équipe est menée par Guy Lafleur qui termine meilleur pointeur de la saison. Lapointe inscrit vingt et un buts et quarante sept passes décisives. Lapointe est l'un des six joueurs de l'équipe des Canadiens à participer au 29e Match des étoiles de la LNH ; les autres joueurs sélectionnés sont Dryden dans les buts, Larry Robinson en défense et également Lafleur, Shutt et Mahovlich. Montréal joue une nouvelle fois directement le deuxième tour des séries et y élimine les joueurs de Chicago en quatre matchs sans partage et en ne concédant que trois buts. Il faut cinq matchs aux joueurs dirigés par Scotty Bowman pour venir à bout des Islanders de New York et accéder à la finale de la Coupe Stanley. Les Flyers de Philadelphie sont doubles champions en titre et jouent à cette époque un jeu très physique qui leur vaut le surnom de Broad Street Bullies. La finale de la Coupe oppose donc la meilleure défense à la meilleure attaque de la saison régulière. Montréal remporte les quatre rencontres de la finale sur le score de 4-3, 2-1, 3-2 et 5-3 pour gagner sa dix-neuvième Coupe Stanley, la troisième pour Lapointe.
En septembre 1976, Lapointe participe avec l'équipe du Canada à la Coupe Canada 1976, première édition de cette nouvelle compétition internationale. Douglas Fisher membre de Hockey Canada et Alan Eagleson de l'Association des joueurs de la Ligue nationale de hockey réussissent à monter une nouvelle compétition entre les équipes d'Europe et celles d'Amérique du Nord, les pays participants étant invités. Les nations participant au tournoi sont les États-Unis, la Finlande, la Suède, la Tchécoslovaquie, l'URSS et le Canada. Chaque équipe joue à tour de rôle contre une autre nation et les deux meilleures équipes jouent ensuite une série finale au meilleur des trois matchs pour déterminer les vainqueurs. En cinq rencontres, le Canada ne s'incline qu'une seule fois, une défaite 1-0 contre la Tchécoslovaquie : Vladimír Dzurilla arrête tous les tirs canadiens et Milan Nový inscrit le seul but du match. Les Tchécoslovaques se qualifient ainsi pour la finale alors que les Canadiens doivent attendre le dernier match contre les Soviétiques pour avoir leur place en finale.
Le premier match de la finale se joue le 13 septembre sur la patinoire de Toronto et le Canada s'impose sur le score de 6-0. Dans les buts de la Tchécoslovaquie, Dzurilla est remplacé au cours du premier match par Jiří Holeček qui est également titularisé pour le deuxième match. L'équipe du Canada remporte le deuxième match après deux périodes de prolongation par un but de Darryl Sittler. Lapointe joue l'ensemble des sept matchs et inscrit un point.
À la fin des rencontres de la saison régulière suivante, les Canadiens sont une nouvelle fois en tête de la LNH avec vingt points de plus que les Flyers de Philadelphie, deuxièmes au classement général. Montréal ne concède que cent soixante et onze buts et huit défaites, dont une seule à domicile. Steve Shutt est le meilleur buteur de la LNH alors que Lafleur est le meilleur pointeur de la saison régulière. Lapointe quant à lui participe au 30e Match des étoiles de la ligue, compte soixante seize points ainsi que vingt cinq buts. En première ronde des séries 1977, les Canadiens écartent les Blues de Saint-Louis en quatre matchs avant d'éliminer une nouvelle fois les Islanders en demi-finale, cette fois en six rencontres. La finale de la LNH oppose deux équipes qui ont eu l'habitude de se rencontrer régulièrement lors de la période des six équipes originales, les Bruins de Boston. Tous les matchs tournent à l'avantage des Canadiens qui l'emportent 7-3, 3-0, 4-2 et 2-1 pour une deuxième Coupe Stanley en deux saisons, leur vingtième au total.
En 1977-1978, les Canadiens dominent une nouvelle fois la ligue en terminant à la première place du classement avec cent vingt-neuf points. Lafleur est toujours le meilleur pointeur de la ligue avec cent trente-deux points et la défense de Montréal est la seule de la LNH à concéder moins de deux cents buts. Lapointe amasse quarante-deux points. Les quarts de finale de la Coupe Stanley opposent les doubles champions en titre aux Red Wings de Détroit qui ne remportent que le deuxième match de la série avant d'être éliminés. Toronto perd également pied face à la puissance des Canadiens qui gagnent leur billet en finale en quatre rencontres malgré la présence dans les rangs des Maple Leafs de Lanny McDonald, Darryl Sittler ou encore le Suédois Börje Salming en défense. Les Bruins sont une nouvelle fois finalistes de la Coupe Stanley en 1978 et parviennent à remporter les troisième et quatrième matchs pour empêcher les Canadiens de s'octroyer une nouvelle Coupe Stanley trop facilement. Ces derniers gagnent tout de même le vingt-et-unième trophée de champions de leur histoire en remportant les deux rencontres suivantes.
Au cours de la saison 1978-1979, la suprématie des Canadiens de Montréal est mise à rude épreuve par les Islanders de New York qui terminent avec un point de plus que l'équipe du Québec. Bryan Trottier, vedette des Islanders, participe à la victoire des siens en étant le meilleur pointeur de la ligue ; il est suivi par Marcel Dionne et Lafleur finit à la troisième place du classement. Avec cinquante-cinq points, Lapointe est le septième pointeur de l'équipe et il participe en cours de saison à la Challenge Cup qui remplace le Match des étoiles. Ce challenge est en fait une confrontation entre une sélection des meilleurs joueurs de la LNH et l'équipe d'URSS. Les trois matchs sont joués en février 1979 dans le Madison Square Garden de New York et Lapointe ne joue qu'un seul match ; les Canadiens ne gagnent que le premier match 4-2 avant de perdre les deux autres rencontres 5-4 et 6-0.
Au cours des séries éliminatoires de 1979, Montréal poursuit sur son habitude en venant à bout des Maple Leafs en quatre rencontres avant de retrouver en demi-finale de la Coupe, les Bruins de Boston. Les Canadiens remportent les deux premiers matchs 4-2 et 5-2, mais Boston prend sa revanche en remportant les deux suivants 2-1 et 4-3. Le cinquième match est une victoire de Montréal 4-1, mais les Bruins reviennent à trois matchs partout en gagnant le sixième match 5-2. Un septième et dernier match se joue alors sur la glace de Montréal le 10 mai ; à quelques minutes de la fin du match, les Bruins mènent 4-3, mais Lafleur égalise pour les champions en titre et force la prolongation. La délivrance pour les joueurs locaux vient au bout de neuf minutes par un but d'Yvon Lambert. Les Rangers de New York parviennent quant à eux de se défaire des Islanders dans l'autre demi-finale et surprennent même Montréal lors du premier match de la finale de la Coupe Stanley. Cette défaite, 4-1, est la seule que concède l'équipe de Lapointe qui remporte une quatrième Coupe consécutive.

#### La suite avec les Canadiens (1979-1982)

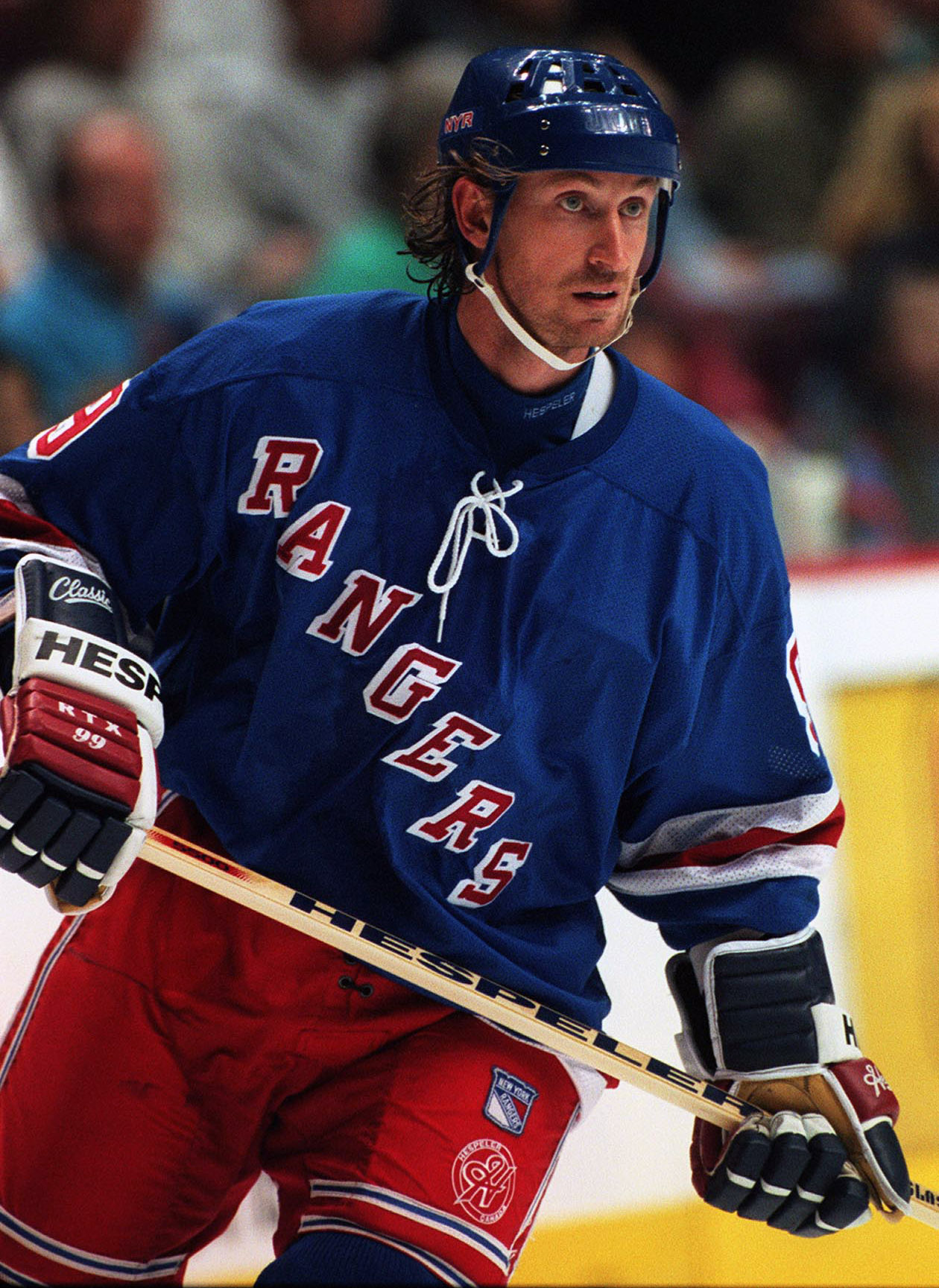
Wayne Gretzky (ici avec les Rangers de New York) fait ses débuts dans la LNH en 1979-1980.

Après ce nouveau succès, l'équipe de Montréal change profondément avec le départ de nombreux cadres : Yvan Cournoyer, Ken Dryden et Jacques Lemaire prennent tous les trois leur retraite alors que Scotty Bowman quitte l'équipe pour aller entraîner Buffalo. Bernard Geoffrion lui succède alors que Serge Savard devient le nouveau capitaine de l'équipe. La LNH enregistre l'arrivée de quatre nouvelles franchises issues de l'Association mondiale de hockey qui vient de cesser ses activités ; les Canadiens, premiers de leur division, terminent seulement troisièmes de la LNH derrière les Sabres et les Flyers, champions de la saison régulière qui voit maintenant s'affronter vingt-et-une équipes. Marcel Dionne des Kings est sacré meilleur pointeur mais il gagne son titre en comptant deux buts de plus que le jeune joueur des Oilers Wayne Gretzky ; les deux joueurs comptent cent-trente-sept points. La saison de Lapointe chute progressivement passant de treize buts et cinquante-cinq points à seulement six buts et vingt-six points.
En raison de l'augmentation du nombre d'équipes, le premier tour des séries concerne l'intégralité des seize équipes qualifiées et les Canadiens jouent contre Hartford, quatorzième équipe qualifiée. Les Whalers sont balayés en trois rencontres 6-1, 8-4 et 4-3, victoire en prolongation. Montréal joue son quart de finale contre les North Stars du Minnesota et ces derniers surprennent la LNH en battant à deux reprises les Canadiens sur leur patinoire du Forum de Montréal. Les Canadiens prennent leur revanche en allant chercher deux victoires à l'extérieur 5-0 et 5-1 avant de continuer sur leur lancée 6-2 de retour à Montréal. Malgré ces trois bonnes rencontres, les deux derniers matchs de la série tournent à l'avantage des North Stars qui se qualifient en gagnant 5-2 puis 3-2.
La saison 1980-1981 commence mal pour Montréal qui se retrouve au bout d'un mois à la dernière place du classement de la division. Malgré tout, avec cent trois points, les Canadiens sont une nouvelle fois premiers de leur division et troisième équipe de la LNH. Lors des séries éliminatoires, l'équipe de Lapointe est éliminée dès le premier tour en perdant en trois rencontres contre les Oilers emmenés par Gretzky, meilleur pointeur de la saison régulière avec cent soixante-quatre points, un record pour la LNH. Lapointe ne totalise qu'un seul but et neuf passes décisives en trente-trois matchs, saison limitée par des blessures.
Dans la LNH, Claude Ruel fait les frais de l'élimination passée des Canadiens en première ronde et il est remplacé derrière le banc par Bob Berry alors que la LNH se réorganise d'un point de vue géographique : les Canadiens rejoignent la division Adams avec les Bruins, les Nordiques, les Sabres et les Whalers. Au cours de la saison, le défenseur du Québec est échangé le 9 mars 1982 aux Blues de Saint-Louis en retour d'un choix de deuxième ronde (Sergio Momesso) au repêchaged'entrée de 1983.

### Carrière
Lapointe a pris sa retraite en 1984 après avoir subi de nombreuses blessures. Après sa retraite, il est devenu directeur général des Chevaliers de Longueuil de la Ligue de hockey junior majeur du Québec (LHJMQ), puis assistant entraîneur avec les Nordiques de Québec et les Flames de Calgary où il a aussi été dépisteur. Lapointe a été intronisé au temple de la renommée du hockey en 1993. De 2000 à 2020, il est le directeur du recrutement amateur avec le Wild du Minnesota. Atteint d'un cancer de la langue, il prendra sa retraite définitive en 2020, après avoir œuvré dans la LNH pendant 52 ans. En 2021, après 35 séances de radiothérapie, Guy Lapointe est en rémission. En 884 matchs dans la LNH, il a enregistré 171 buts et 451 aides pour 622 points. Il est le père de trois enfants, Guy Jr., Stéphanie et Jordan. 
Le 8 novembre 2014, les Canadiens de Montréal retirent le chandail numéro 5 en son honneur, honneur qu'il partage avec Bernard Geoffrion.
En juillet 2018, son fils Guy Jr. et lui ont été la cible de menaces de mort par les Hells Angels, présumément en lien avec l'emploi de son fils Guy Jr. qui était responsable des communications pour la Sûreté du Québec. Celui-ci était notamment cité régulièrement dans les différents médias concernant les Hells Angels.

## Statistiques
Pour les significations des abréviations, voir Statistiques du hockey sur glace.
| Saison     | Équipe                       | Ligue         |     | Saison régulière | Saison régulière | Saison régulière | Saison régulière | Saison régulière |    | Séries éliminatoires | Séries éliminatoires | Séries éliminatoires | Séries éliminatoires | Séries éliminatoires |
| Saison     | Équipe                       | Ligue         | PJ  | B                | A                | Pts              | Pun              | PJ               | B  | A                    | Pts                  | Pun                  |                      |                      |
| 1965-1966  | Maple Leafs junior de Verdun | MMJHL[Quoi ?] | 37  | 7                | 13               | 20               | 96               | -                | -  | -                    | -                    | -                    |                      |                      |
| 1966-1967  | Maple Leafs junior de Verdun | MMJHL         | -   | -                | -                | -                | -                | 12               | 1  | 1                    | 2                    | 14                   |                      |                      |
| 1967-1968  | Montreal Junior Canadiens    | OHA[Quoi ?]   | 51  | 11               | 27               | 38               | 147              | -                | -  | -                    | -                    | -                    |                      |                      |
| 1968-1969  | Apollos de Houston           | LCH           | 65  | 3                | 15               | 18               | 120              | 3                | 1  | 0                    | 1                    | 6                    |                      |                      |
| 1968-1969  | Canadiens de Montréal        | LNH           | 1   | 0                | 0                | 0                | 2                | -                | -  | -                    | -                    | -                    |                      |                      |
| 1969-1970  | Voyageurs de Montréal        | LAH           | 57  | 8                | 30               | 38               | 92               | 8                | 3  | 5                    | 8                    | 6                    |                      |                      |
| 1969-1970  | Canadiens de Montréal        | LNH           | 5   | 0                | 0                | 0                | 4                | -                | -  | -                    | -                    | -                    |                      |                      |
| 1970-1971  | Canadiens de Montréal        | LNH           | 78  | 15               | 29               | 44               | 107              | 20               | 4  | 5                    | 9                    | 34                   |                      |                      |
| 1971-1972  | Canadiens de Montréal        | LNH           | 69  | 11               | 38               | 49               | 58               | 6                | 0  | 1                    | 1                    | 0                    |                      |                      |
| 1972-1973  | Canadiens de Montréal        | LNH           | 76  | 19               | 35               | 54               | 117              | 17               | 6  | 7                    | 13                   | 20                   |                      |                      |
| 1973-1974  | Canadiens de Montréal        | LNH           | 71  | 13               | 40               | 53               | 63               | 6                | 0  | 2                    | 2                    | 4                    |                      |                      |
| 1974-1975  | Canadiens de Montréal        | LNH           | 80  | 28               | 47               | 75               | 88               | 11               | 6  | 4                    | 10                   | 4                    |                      |                      |
| 1975-1976  | Canadiens de Montréal        | LNH           | 77  | 21               | 47               | 68               | 78               | 13               | 3  | 3                    | 6                    | 12                   |                      |                      |
| 1976-1977  | Canadiens de Montréal        | LNH           | 77  | 25               | 51               | 76               | 53               | 12               | 3  | 9                    | 12                   | 4                    |                      |                      |
| 1977-1978  | Canadiens de Montréal        | LNH           | 49  | 13               | 29               | 42               | 19               | 14               | 1  | 6                    | 7                    | 16                   |                      |                      |
| 1978-1979  | Canadiens de Montréal        | LNH           | 69  | 13               | 42               | 55               | 43               | 10               | 2  | 6                    | 8                    | 10                   |                      |                      |
| 1979-1980  | Canadiens de Montréal        | LNH           | 45  | 6                | 20               | 26               | 29               | 2                | 0  | 0                    | 0                    | 0                    |                      |                      |
| 1980-1981  | Canadiens de Montréal        | LNH           | 33  | 1                | 9                | 10               | 79               | 1                | 0  | 0                    | 0                    | 17                   |                      |                      |
| 1981-1982  | Canadiens de Montréal        | LNH           | 47  | 1                | 19               | 20               | 72               | -                | -  | -                    | -                    | -                    |                      |                      |
| 1981-1982  | Blues de Saint-Louis         | LNH           | 8   | 0                | 6                | 6                | 4                | 7                | 1  | 0                    | 1                    | 8                    |                      |                      |
| 1982-1983  | Blues de Saint-Louis         | LNH           | 54  | 3                | 23               | 26               | 43               | 4                | 0  | 1                    | 1                    | 9                    |                      |                      |
| 1983-1984  | Bruins de Boston             | LNH           | 45  | 2                | 16               | 18               | 34               | -                | -  | -                    | -                    | -                    |                      |                      |
| Totaux LNH | Totaux LNH                   | Totaux LNH    | 884 | 171              | 451              | 622              | 893              | 123              | 26 | 44                   | 70                   | 138                  |                      |                      |

## Trophées et honneurs personnels
- Première équipe d'étoiles de la LNH : 1973
- Deuxième équipe d'étoiles de la LNH : 1975, 1976, 1977
- Coupe Stanley : 1971, 1973, 1976, 1977, 1978, 1979
- Les Canadiens de Montréal retirent son chandail numéro 5 le 8 novembre 2014